# Windows 95
Windows 95 er et 16-/32-bits styresystem med en grafisk brugerflade.
Styresystemet blev udgivet den 24. august 1995 af Microsoft.
Windows 95 er en videreudvikling af de tidligere MS-DOS og Windows-versioner. Styresystemet har mange grafiske forbedringer og er mere brugervenligt end tidligere versioner af Windows. Det blev et af de meste solgte styresystemer nogensinde. Noget af forklaringen på dette var, at det var bagudkompatibelt med Windows 3.1 og DOS og kunne køre på blot 4MB RAM.
De tidlige versioner af Windows 95 indeholdt webbrowseren Internet Explorer 3.0. Internet Explorer blev integreret med Windows, da Internet Explorer 4.0 udkom. Dette medførte mange forbedringer af den grafiske brugergrænseflade. Grundet denne integration blev Microsoft kritiseret for konkurrenceforvridende praksis på webbrowsermarkedet. Dette var et centralt punkt i den senere retssag.
Windows 95 havde et enormt reklamebudget bag sig, og med på Windows 95-cd'en var sangen Start Me Up af Rolling Stones (reference til indførelsen af Start-knappen). Det siges, at mange grundet hypen købte cd'en uden at vide hvad Windows 95 egentlig var for noget.[kilde mangler]

## Udgaver
| Produktnavn             | Version               | Udgivelsesdato    | Internet Explorer | USB understøttelse | FAT32 understøttelse | UDMA understøttelse |
| ----------------------- | --------------------- | ----------------- | ----------------- | ------------------ | -------------------- | ------------------- |
| Windows 95 Retail       | 4.00.950              | 1995              | Nej               | Nej                | Nej                  | Nej                 |
| Windows 95 Retail SP1   | 4.00.950a             | 31. december 1995 | Nej               | Nej                | Nej                  | Nej                 |
| OEM Service Release 1   | 4.00.950A             | 1996              | 2.0               | Nej                | Nej                  | Nej                 |
| OEM Service Release 2   | 4.00.950B (4.00.1111) | 1996              | 3.0               | Nej                |                      |                     |
| OEM Service Release 2.1 | 4.00.950B (4.03.1212) | 1996              | 3.0               |                    |                      |                     |
| OEM Service Release 2.5 | 4.00.950C (4.03.1214) | 1997              | 4.0               |                    |                      |                     |

## Systemkrav
|                           | Minimum                                | Anbefalet                                     |
| ------------------------- | -------------------------------------- | --------------------------------------------- |
| Processor                 | 386DX                                  | 486DX                                         |
| Hukommelse                | 4 MB RAM                               | 8 MB RAM eller mere                           |
| Skærmkort og skærm        | VGA                                    | Super VGA (256-farver) eller højere opløsning |
| Ledig plads på harddisken | 100 MB                                 | 100 MB eller mere                             |
| Drev                      | Diskettedrev                           | Diskettedrev                                  |
| Enheder                   | Tastatur og mus                        | Tastatur og mus                               |
| Andet                     | Lydkort, højttalere, og hovedtelefoner | Lydkort, højttalere, og hovedtelefoner        |

## Ekstern henvisning
- Windows 95 Systemkrav(Eng)
- Beskrivelse af Windows 95 OEM Service Release 1(Eng)

| Operativsystem | Spire Denne artikel relateret til styresystemer er en spire som bør udbygges. Du er velkommen til at hjælpe Wikipedia ved at udvide den. |